# 328 Gudrun
328 Gudrun هو كويكب، يقع ضمن حزام الكويكبات. اكتشف في 18 مارس 1892. وقد اكتشفه ماكس فولف.

## روابط خارجية
- 328 Gudrun في قاعدة بيانات مختبر الدفع النفاث لأجرام النظام الشمسي الصغيرة

- الاكتشاف · مخطط المدار ·  العناصر المدارية · المعلمات المادية

- 328 Gudrun على موقع ويكي سكاي: DSS2, SDSS, GALEX, IRAS, Hydrogen α, X-Ray, Astrophoto, Sky Map, Articles and images